# 高橋晃 (実業家)
高橋 晃（たかはし あきら、1944年12月4日 - 2013年4月21日）は、日本の経営者、工学博士。元テルモ代表取締役社長。

## 略歴
- 1944年（昭和19年）12月 - 神奈川県生まれ
- 1967年（昭和42年）4月 - 仁丹テルモ（現テルモ）入社
- 1991年（平成３年）1月 - 同社 技術開発本部開発管理部長兼学術部長
- 1991年（平成３年）6月 - 同社 取締役
- 1994年（平成６年）6月 - 同社 常務取締役
- 1994年（平成６年）7月 - 京都工芸繊維大学工学博士号取得[2]
- 1998年（平成10年）1月 - 同社 専務取締役
- 2001年（平成13年）6月 - 同社 取締役副社長
- 2002年（平成14年）6月 - 同社 取締役副社長執行役員
- 2003年（平成15年）6月 - 同社 代表取締役副社長執行役員
- 2004年（平成15年）6月 - 同社 代表取締役社長最高業務執行責任者